# Bahnanlage
Bahnanlagen bilden in ihrer Gesamtheit die Eisenbahninfrastruktur.

## In Deutschland

### Definition
Bahnanlagen werden in Deutschland nach § 2 Absatz 3 des Allgemeinen Eisenbahngesetzes (AEG) unter dem Begriff Betriebsanlagen einer Eisenbahn (Eisenbahnbetriebsanlagen) gefasst.
In § 4 der Eisenbahn-Bau- und Betriebsordnung (EBO) sind sie für Eisenbahnen des Bundes näher definiert als: „alle Grundstücke, Bauwerke und sonstige Einrichtungen einer Eisenbahn, die … zur Abwicklung oder Sicherung des Reise- oder Güterverkehrs auf der Schiene erforderlich sind. … Es gibt Bahnanlagen der Bahnhöfe, der freien Strecke und sonstige Bahnanlagen. Fahrzeuge gehören nicht zu den Bahnanlagen.“

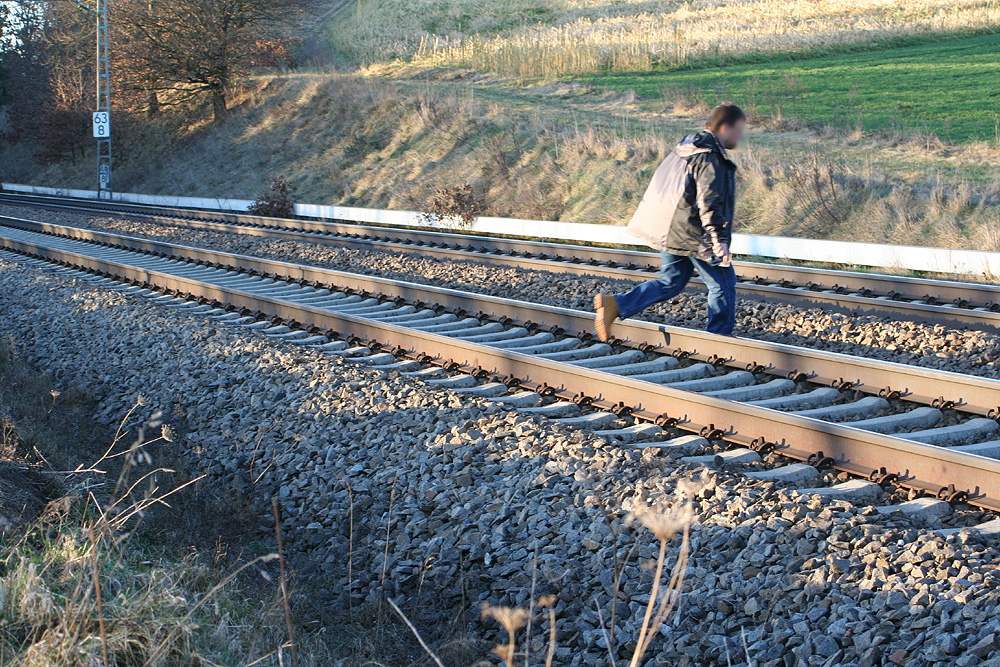
Verbotenes Betreten des Gleisbereichs

### Betreten der Bahnanlagen
Im Interesse der Sicherheit des Bahnbetriebes wie auch der Benutzer stellt die EBO für das Verhalten auf Bahnanlagen besondere Regeln auf. Verstöße dagegen sind Ordnungswidrigkeiten im Sinne von § 64b EBO und werden im Bereich der Eisenbahnen des Bundes von der nach § 3, § 13 des Bundespolizeigesetzes (BPolG) zuständigen Bundespolizei mit einem Verwarnungsgeld oder mit einem Bußgeld belegt. Insbesondere handelt ordnungswidrig, wer
- ohne Befugnis und ohne ein besonderes Nutzungsverhältnis eine Bahnanlage betritt oder benutzt, die nicht dem allgemeinen Verkehrsgebrauch dient,
- sich innerhalb der Gleise aufhält, es sei denn, es ist zur Erfüllung amtlicher Aufgaben notwendig oder es besteht ein Nutzungsverhältnis,
- eine Schranke oder eine sonstige Sicherungseinrichtung unerlaubt öffnet, ein Fahrthindernis bereitet oder eine andere betriebsstörende oder betriebsgefährdende Handlung vornimmt.

Auf Bahnanlagen Nichtbundeseigener Eisenbahnen trägt in der Regel der Eisenbahnbetriebsleiter für Ordnung und Sicherheit die Verantwortung. Für polizeiliche Aufgaben (u. a. Aufnahme von Personalien, Befragung, Entfernung von Personen von Bahnanlagen etc.) ist dort die Polizei des Landes zuständig.

## Bahnanlagen im Einzelnen
- Bahnanlagen der Bahnhöfe
  - Ablaufberg

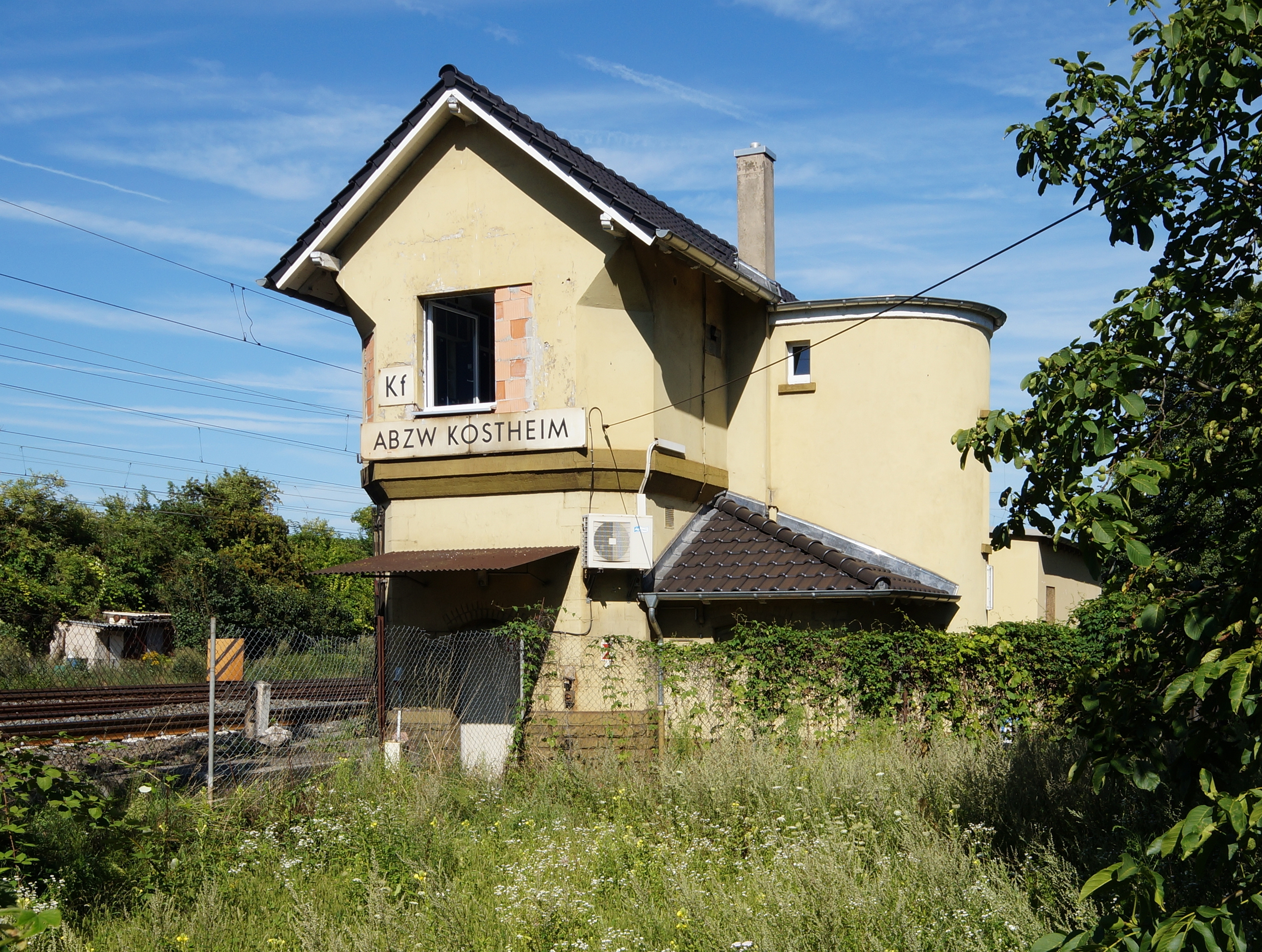
Bahnanlage: Stellwerk der Abzweigstelle Kostheim an der Taunus-Eisenbahn und der Umgehungsbahn Mainz

  - Bahnsteig mit Zu- und Abgängen (Personenverkehrsanlagen)
  - Empfangsgebäude
  - Ladestraße
  - Stellwerk
  - Güterverladeeinrichtungen (Kran, Gleiswaage)

- Bahnanlagen der freien Strecke
  - Abzweigstelle
  - Anschlussstellen
  - Bahndamm
  - Bahnseitenweg
  - Bahnübergang (einschließlich Schranke oder Lichtzeichenanlage)
  - Blockstelle
  - Brücke
  - Deckungsstelle
  - Gleis
  - Haltepunkt
  - Haltestelle
  - Weiche
  - Signal
  - Oberleitung
  - Überleitstelle

- Sonstige Bahnanlagen
  - Ausbesserungswerk (Aw)
  - Bahnkraftwerk
  - Bahnstromleitung
  - Betriebszentrale
  - Drehscheibe
  - Fernmeldeanlage
  - Gleiskreuzungen
  - Gleissperre
  - Bahnbetriebswerk (Bw)
  - Überführung
  - Unterwerk